# Abu Alcacim
Abu Alcacim (Abu'l Qasim) foi o governador seljúcida de Niceia, a capital seljúcida de 1084 até a sua morte em 1092.

## História
Abu foi nomeado para o posto por Solimão ibne Cutalmiche e, após a morte deste em 1086, se autoproclamou sultão de Rum. Sua autoridade, porém, se restringia aos seus domínios na Bitínia e na Capadócia, onde seu irmão era o governador; a maior parte da Anatólia seljúcida se partiu em diversos pequenos emirados semi-independentes, como o que era liderado por Tzacas de Esmirna. 
Utilizando-se de seu controle sobre a costa anatólica do mar de Mármara, Abu Alcacim decidiu construir uma marinha em Quios e desafiar a marinha bizantina (veja campanhas seljúcidas no Egeu). O imperador Aleixo I Comneno enviou dois de seus generais, Manuel Butumita e Tatício, contra ele. As forças de Abu Alcacim foram derrotadas, sua marinha, destruída, e ele próprio foi forçado a recuar para Niceia, de onde ele concluiu uma paz com o imperador.